# Mega (canal de televisió d'Espanya)
Mega és un canal de televisió privat espanyol, pertanyent a Atresmedia Corporación, que emet en obert a través de la TDT i en les plataformes de televisió de pagament Movistar Plus+ i Vodafone TV. Les seves emissions regulars van començar l'1 de juliol de 2015.

## Història
Després del tancament de canals que va tenir lloc el 6 de maig de 2014, com a conseqüència d'una sentència del Tribunal Suprem de Justícia que va anul·lar les concessions d'emissió TDT per a nou canals, per haver estat atorgades sense el preceptiu concurs públic que regeix la Llei General de Comunicació Audiovisual, Atresmedia es va interessar a recuperar la llicència per la qual emetia Gol Televisió per a final de l'any 2015. El 28 de maig de 2015, es va anunciar el cessament d'emissions del canal futbolístic pel 30 de juny del mateix any, ja que Mediapro havia arribat a un acord amb Al Jazeera per llançar conjuntament Bein Sports a Espanya, un canal esportiu de pagament que emet a diversos països del món des del seu llançament en Orient mitjà, el qual va tenir lloc l'any 2003. Així, Atresmedia va aconseguir un acord amb Mediapro per recuperar la freqüència de TDT i va anunciar la creació de Mega per al mes de juliol.

Més tard, el 22 de juny de 2015, Gol Televisión va començar a emetre en obert durant un període de quatre hores diàries (entre les 20:30 i les 00:30 hores), amb la finalitat que els espectadors poguessin anar captant les emissions en obert de Mega en dita horària. A més, tres dies després, van començar les emissions en proves de Mega durant aquestes quatre hores, emetent els programes La casa de empeños (3 capítols), Cazatesoros (2 capítols) i Empeños a lo bestia (4 capítols). Arribades les 00:30, el canal tornava a la programació de Gol Televisión, codificant novament el seu senyal.
Finalment, Atresmedia Corporación va llançar Mega l'1 de juliol, la qual cosa va suposar la fi de la TDT premium o de pagament i la recuperació dels gèneres televisius que van cobrir Nitro i Xplora fins al tancament de canals de televisió de 2014.
En el seu primer mes de vida, Mega es va alçar amb una mitjana mensual d'un 2,1% de share, convertint-se en la millor estrena d'un canal de televisió temàtic en obert. La seva mitjana va empatar amb el també 2,1% de share que va aconseguir Discovery MAX al juliol, i va superar a la seva competència directa, Energy, el qual va aconseguir un discret 1,7%.
L'1 d'octubre de 2015 el canal es va incorporar al dial de l'operador Vodafone TV, amb un retard de 3 mesos enfront de la data prevista.
L'1 de desembre de 2015 el canal va estrenar oficialment la seva senyal HD 1080i sota el nom de Mega HD incorporant-se en exclusiva a l'operador de pagament Vodafone TV.

## Programació

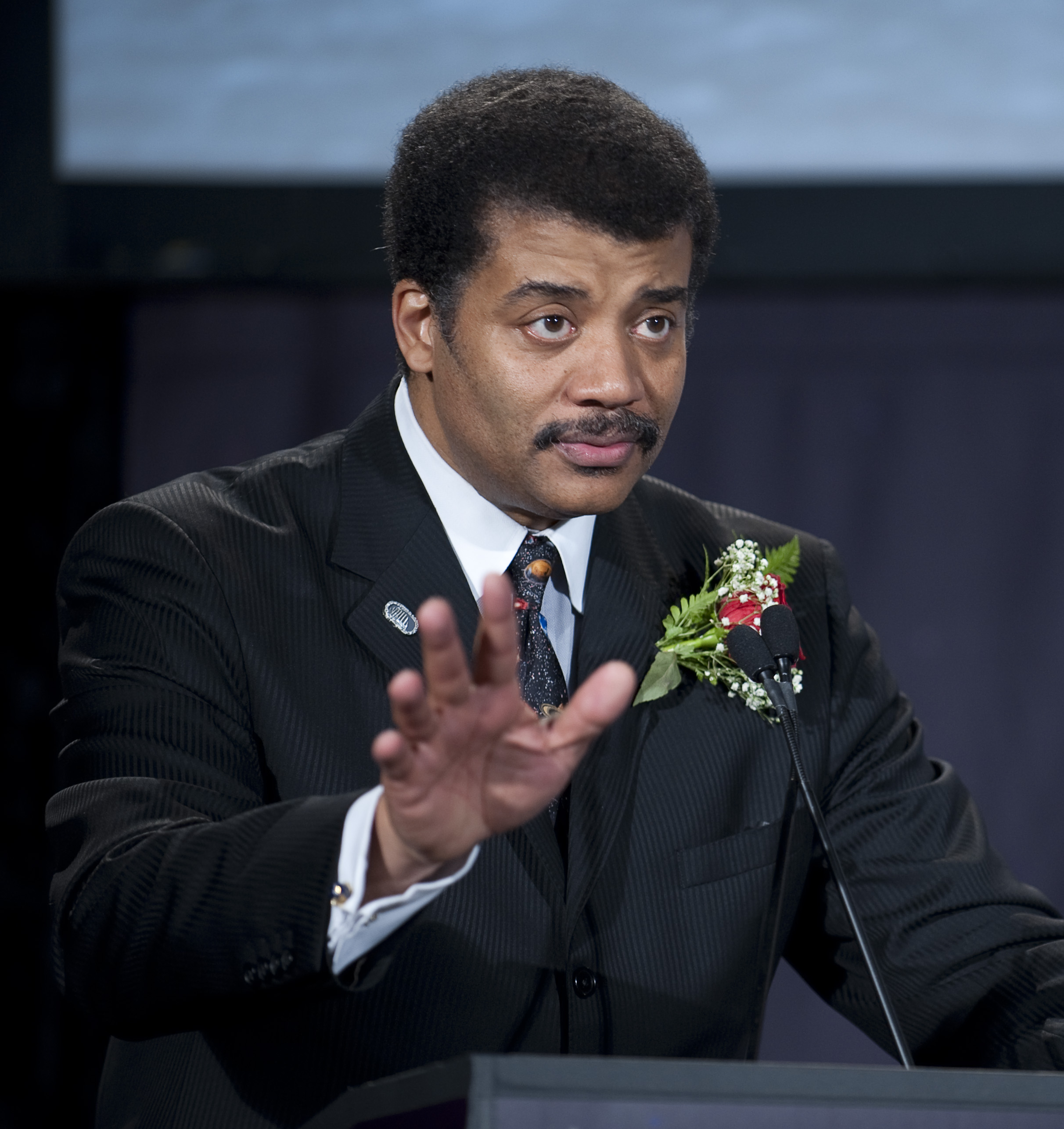
Neil deGrasse Tyson, presentador de Cosmos. La sèrie es va estrenar en Mega el 12 d'octubre de 2015.

La programació diària de Mega té una graella composta per sèries i miniseries històriques, d'acció, de misteri/ciència-ficció i procedimentals; formats d'actualitat i recerca, documentals i programes factual de tots els gèneres (cultures, el nostre món, tecnociència, naturalesa, història...), esport, redifusions i cinema nacional i internacional. A més, per a l'horari estel·lar, compta amb continguts de cinema i documentals, estrenant-se en aquest últim títols com a Cosmos: A Spacetime Odyssey, Un mundo en guerra, Teorías de la conspiración o El tiempo más peligroso del mundo. Entre els continguts del canal destaquen:
- 1000 maneras de morir (factual).
- Bonnie and Clyde (miniserie).
- Buscadores de fantasmas (factual).
- Campeonato de Europa Sub-19 de la UEFA (esport).
- Carreteras del infierno (factual).
- Cazatesoros (docu-reality).
- Cosmos (sèrie documental).
- Crímenes imperfectos (sèrie documental).
- Cuerpos embarazosos (docu-reality).
- El chiringuito de Jugones (tertulia futbolística).
- El guardián (sèrie).
- El precio de la historia: Luisiana (factual).
- Embargos a lo bestia (factual).
- Empeños a lo bestia (factual).
- Encarcelados (Docudrama / Docu-reality).
- Equipo de investigación (Programa d'investigació).
- Fórmula 1 (esport).
- Generación Alien (documental).
- Hombres tiburón (factual).
- Impacto total (docu-reality).
- Infierno sobre ruedas (sèrie).
- Juego de tronos (sèrie).
- Justicia extrema (sèrie).
- Justified (sèrie).
- La casa de empeños (factual).
- Liga de Campeones de la UEFA (esport).
- Locos por los coches (factual).
- Los guardas del pantano (factual).
- Los restauradores (factual).
- Megacine (contenidor de cine).
- Megadocs (contenidor de documentales).
- Mindfreak, la magia de Criss Angel (factual).
- Nikita (sèrie).
- Paranormal Witness (factual).
- Pesadillas en su tinta (factual).
- Pesca de combate (factual).
- Policías en acción (Docu-reality).
- Pon a prueba tu cerebro (factual).
- Sons of Liberty (minisèrie).
- Vacaciones infernales (factual).
- ¡Véndemelo! (factual).
- Vikingos (sèrie).

## Audiències
Evolució de la quota de pantalla mensual i anual. Estan en negreta i vermell els mesos en què va ser líder d'audiència.
| Any  | gener | febrer | març | abril | maig | juny | juliol | agost | setembre | octubre | novembre | desembre | Mitjana anual |
| ---- | ----- | ------ | ---- | ----- | ---- | ---- | ------ | ----- | -------- | ------- | -------- | -------- | ------------- |
| 2015 | -     | -      | -    | -     | -    | -    | 2,1%   | 2,3%  | 1,9%     | 1,9%    | 1,8%     | 1,9%     | 2,0%          |
| 2016 | 1,9%  | 1,8%   | 1,8% | 1,9%  | 1,7% | 1,8% | 1,8%   | 1,8%  | 1,8%     | 1,8%    | 1,7%     | 1,8%     | 1,8%          |
| 2017 | 1,8%  | 1,8%   | 1,8% | 1,9%  | 1,7% | 1,8% | 1,7%   | 2,0%  | 1,7%     | 1,6%    | 1,6%     | 1,6%     | 1,8%          |
| 2018 | 1,6%  | 1,6%   | 1,6% | 1,6%  | 1,6% | 1,6% | 1,8%   | 1,7%  | 1,6%     | 1,6%    | 1,6%     | 1,6%     | 1,6%          |
| 2019 | 1,5%  | 1,6%   | 1,6% | 1,5%  | 1,5% | 1,5% | 1,5%   | 1,7%  | 1,5%     | 1,5%    | 1,4%     | 1,5%     | 1,5%          |
| 2020 | 1,6%  | 1,6%   | 1,4% | 1,5%  | 1,5% | 1,5% | 1,6%   | 2,0%  | 1,7%     | 1,6%    | 1,4%     | 1,5%     | 1,6%          |
| 2021 | 1,4%  | 1,5%   | 1,4% | 1,4%  | 1,4% | 1,4% | 1,4%   | 1,6%  | 1,4%     | 1,3%    | 1,5%     | 1,5%     | 1,4%          |
| 2022 | 1,5%  | 1,6%   | 1,5% | 1,5%  | 1,5% | 1,3% | 1,2%   | 1,5%  | 1,4%     | 1,3%    | 1,2%     | 1,2%     | 1,4%          |
| 2023 | 1,2%  | 1,2%   | 1,3% | 1,4%  | 1,5% | 1,5% | 1,6%   | 1,7%  | 1,5%     | 1,6%    | 1,5%     | 1,6%     | 1,5%          |
| 2024 | 1,8%  | 1,7%   | 1,5% | 1,7%  | 1,7% | 1,5% | 1,3%   | 1,3%  | 1,4%     | 1,4%    | 1,2%     | 1,3%     | 1,5%          |
| 2025 | 1,3%  | 1,4%   | 1,2% | 1,4%  | 1,4% | 1,4% | 1,3%   |       |          |         |          |          |               |

* Màxim històric. | ** Mínim històric.